# Loudéac
 Loudéac  (en bretón Loudieg) es una población y comuna francesa, situada en la región de Bretaña, departamento de Costas de Armor, en el distrito de Saint-Brieuc y cantón de Loudéac.

## Demografía
| 5925 | 7212 | 9150 | 9729 | 9820 | 9371 | 9 661 |
| Para los censos de 1962 a 1999 la población legal corresponde a la población sin duplicidades (Fuente: INSEE [Consultar]) |      |      |      |      |      |       |